# Randogne
Randogne est une ancienne commune suisse du canton du Valais, située dans le district de Sierre. Elle fusionne le 1er janvier 2017 avec Mollens, Montana et Chermignon pour former Crans-Montana.

Vue aérienne (1955).

## Superficie
La commune de Randogne a une surface de 1688 hectares.
Répartition des surfaces :
- 509 ha de forêts ;
- 378 ha d'inculte ;
- 335 ha d'alpages ;
- 288 ha de prairies-cultures ;
- 87 ha de vignes ;
- 87 ha d'autres.

## Altitude
Le point le plus haut de la commune est la Plaine-Morte avec 3 000 mètres d'altitude, alors que le point le plus bas en est le lieu-dit « Entre-Deux-Torrents » qui se situe à 590 mètres d'altitude.

## Population et société

### Surnom
Les habitants de la localité sont surnommés les Rogneux.

## Randogne et ses origines
Comme la majorité des communes de la Rive Droite, Randogne s'étale sur tout le coteau de la Noble Contrée. De Rand, son nom est devenu Randonni, puis Randonna et c'est en 1517 que des documents attestent enfin de son existence.
En commençant par le bas de la Commune qui se situe au niveau de la plaine, il y a le village de Loc. Les premiers habitants de ce village furent les nobles familles sierroises qui séjournaient au sortir de l'hiver, pour jouir des premiers rayons du soleil, ainsi que du paysage vert timide parsemé de pommiers immaculés.
Au-dessus de Loc, le petit hameau de Darnona qui se trouve dans les vignes.
Ensuite, en montant, se trouve le village de Randogne, au milieu d'un champ de vergers et de jardins, village qui connaît le 31 janvier 1898 un incendie qui le détruit, à l'exception de la chapelle.
En 1900, lors de l'inspection du village par le Conseiller d'État M. Graven et M. De Chastonay, préfet, 110 ménages y vivent. Aux vieilles maisons ont succédé des maisons de pierre couvertes d'ardoises et séparées des locaux agricoles. La rue centrale a 6 mètres de large et des espaces suffisants ont été prévus entre toutes les constructions.
Ensuite se trouve le village de Bluche, sur un plateau utilisé pour l'élevage du bétail. Au-dessus de Bluche se trouve le plateau d'Orzières où plusieurs hôtels ont été construits.
Au-dessus d'Orzières se trouve le centre de la station de Montana tout au sommet, la tour de Supercrans - Vermala. Vers 1930, les habitants de Montana adressent une pétition au Conseil d'État pour la création d'une nouvelle commune sur le Haut-Plateau. La pétition est refusée par le Grand Conseil.

## Personnalités

### Personnalité(e)s domiciliées à Randogne
- Elizabeth von Arnim (1866-1941), écrivain anglais ; 1910 jusqu'à environ 1930.

### Fonds d'archives
- Fonds : Randogne, Commune / Bourgeoisie (1400-1981) [2 mètres].  Cote : CH AEV, AC/AB Randogne. Sion : Archives de l'État du Valais (présentation en ligne).